# Giro dei Paesi Baschi 2017
Il Giro dei Paesi Baschi 2017, cinquantasettesima edizione della corsa e valida come quattordicesima prova dell'UCI World Tour 2017 categoria 2.UWT, si svolse in sei tappe dal 3 all'8 aprile 2017 su un percorso di 828,8 km, con partenza da Pamplona e arrivo a Eibar, in Spagna. La vittoria fu appannaggio dello spagnolo Alejandro Valverde, che concluse il percorso in 20h41'25", alla media di 40,057 km/h, ottenendo il primo successo nella corsa basca, davanti ai connazionali Alberto Contador e Ion Izagirre.
Sul traguardo di Eibar 129 ciclisti, su 160 partiti da Pamplona, portarono a termine la competizione.

## Tappe
| Tappa  | Data     | Percorso                          | km    | Vincitore di tappa | Leader cl. generale |
| ------ | -------- | --------------------------------- | ----- | ------------------ | ------------------- |
| 1ª     | 3 aprile | Pamplona > Eguesibar-Sarriguren   | 153,3 | Michael Matthews   | Michael Matthews    |
| 2ª     | 4 aprile | Pamplona > Elciego                | 173,4 | Michael Albasini   | Michael Matthews    |
| 3ª     | 5 aprile | Vitoria-Gasteiz > San Sebastián   | 160,5 | David de la Cruz   | David de la Cruz    |
| 4ª     | 6 aprile | San Sebastián > Bilbao            | 174,1 | Primož Roglič      | David de la Cruz    |
| 5ª     | 7 aprile | Bilbao > Eibar/Arrate             | 139,8 | Alejandro Valverde | Alejandro Valverde  |
| 6ª     | 8 aprile | Eibar > Eibar (cron. individuale) | 27,7  | Primož Roglič      | Alejandro Valverde  |
| Totale | Totale   | Totale                            | 828,8 |                    |                     |

## Squadre e corridori partecipanti
| N.    | Cod. | Squadra                         |
| ----- | ---- | ------------------------------- |
| 1-8   | TFS  | Trek-Segafredo                  |
| 11-18 | ALM  | AG2R La Mondiale                |
| 21-28 | AST  | Astana Pro Team                 |
| 31-38 | TBM  | Bahrain-Merida Pro Cycling Team |
| 41-48 | BMC  | BMC Racing Team                 |
| 51-58 | BOH  | Bora-Hansgrohe                  |
| 61-68 | CJR  | Caja Rural-Seguros RGA          |
| 71-78 | CDT  | Cannondale-Drapac               |
| 81-88 | COF  | Cofidis                         |
| 91-98 | FDJ  | FDJ                             |

| N.      | Cod. | Squadra              |
| ------- | ---- | -------------------- |
| 101-108 | LTS  | Lotto-Soudal         |
| 111-118 | MOV  | Movistar Team        |
| 121-128 | ORS  | Orica-Scott          |
| 131-138 | QST  | Quick-Step Floors    |
| 141-148 | DDD  | Team Dimension Data  |
| 151-158 | KAT  | Team Katusha-Alpecin |
| 161-168 | TLJ  | Team Lotto NL-Jumbo  |
| 171-178 | SKY  | Team Sky             |
| 181-188 | SUN  | Team Sunweb          |
| 191-198 | UAD  | UAE Team Emirates    |

## Dettagli delle tappe

### 1ª tappa
- 3 aprile: Pamplona > Eguesibar-Sarriguren – 153,3 km

Risultati
| Pos. | Corridore        | Squadra | Tempo    |
| ---- | ---------------- | ------- | -------- |
| 1    | Michael Matthews | Sunweb  | 3h45'07" |
| 2    | Jay McCarthy     | Bora    | s.t.     |
| 3    | Simon Gerrans    | Orica   | s.t.     |

| Pos. | Corridore        | Squadra | Tempo    |
| ---- | ---------------- | ------- | -------- |
| 1    | Michael Matthews | Sunweb  | 3h45'07" |
| 2    | Jay McCarthy     | Bora    | s.t.     |
| 3    | Simon Gerrans    | Orica   | s.t.     |

### 2ª tappa
- 4 aprile: Pamplona > Elciego – 173,4 km

Risultati
| Pos. | Corridore           | Squadra    | Tempo    |
| ---- | ------------------- | ---------- | -------- |
| 1    | Michael Albasini    | Orica      | 4h35'22" |
| 2    | Maximiliano Richeze | Quick-Step | s.t.     |
| 3    | Sean De Bie         | Lotto      | s.t.     |

| Pos. | Corridore           | Squadra    | Tempo    |
| ---- | ------------------- | ---------- | -------- |
| 1    | Michael Matthews    | Sunweb     | 8h20'29" |
| 2    | Maximiliano Richeze | Quick-Step | s.t.     |
| 3    | Sean De Bie         | Lotto      | s.t.     |

### 3ª tappa
- 5 aprile: Vitoria-Gasteiz > San Sebastián – 160,5 km

Risultati
| Pos. | Corridore          | Squadra    | Tempo    |
| ---- | ------------------ | ---------- | -------- |
| 1    | David de la Cruz   | Quick-Step | 3h54'25" |
| 2    | Michał Kwiatkowski | Sky        | a 3"     |
| 3    | Jay McCarthy       | Bora       | s.t.     |

| Pos. | Corridore          | Squadra    | Tempo     |
| ---- | ------------------ | ---------- | --------- |
| 1    | David de la Cruz   | Quick-Step | 12h14'54" |
| 2    | Jay McCarthy       | Bora       | a 3"      |
| 3    | Alejandro Valverde | Movistar   | s.t.      |

### 4ª tappa
- 6 aprile: San Sebastián > Bilbao – 174,1 km

Risultati
| Pos. | Corridore         | Squadra      | Tempo    |
| ---- | ----------------- | ------------ | -------- |
| 1    | Primož Roglič     | Lotto NL     | 4h23'46" |
| 2    | Michael Matthews  | Orica        | a 3"     |
| 3    | Giovanni Visconti | Bahrain-Mer. | s.t.     |

| Pos. | Corridore          | Squadra    | Tempo     |
| ---- | ------------------ | ---------- | --------- |
| 1    | David de la Cruz   | Quick-Step | 16h38'43" |
| 2    | Primož Roglič      | Lotto NL   | s.t.      |
| 3    | Michał Kwiatkowski | Sky        | a 3"      |

### 5ª tappa
- 7 aprile: Bilbao > Eibar/Arrate – 139,8 km

Risultati
| Pos. | Corridore          | Squadra    | Tempo    |
| ---- | ------------------ | ---------- | -------- |
| 1    | Alejandro Valverde | Movistar   | 3h26'32" |
| 2    | Romain Bardet      | AG2R       | s.t.     |
| 3    | Rigoberto Urán     | Cannondale | s.t.     |

| Pos. | Corridore          | Squadra    | Tempo     |
| ---- | ------------------ | ---------- | --------- |
| 1    | Alejandro Valverde | Movistar   | 20h05'18" |
| 2    | Rigoberto Urán     | Cannondale | s.t.      |
| 3    | Romain Bardet      | AG2R       | s.t.      |

### 6ª tappa
- 8 aprile: Eibar > Eibar – Cronometro individuale – 27,7 km

Risultati
| Pos. | Corridore          | Squadra      | Tempo  |
| ---- | ------------------ | ------------ | ------ |
| 1    | Primož Roglič      | Lotto NL     | 35'58" |
| 2    | Alejandro Valverde | Movistar     | a 9"   |
| 3    | Jon Izagirre       | Bahrain-Mer. | a 15"  |

| Pos. | Corridore          | Squadra      | Tempo     |
| ---- | ------------------ | ------------ | --------- |
| 1    | Alejandro Valverde | Movistar     | 20h41'25" |
| 2    | Alberto Contador   | Trek         | a 17"     |
| 3    | Jon Izagirre       | Bahrain-Mer. | a 21"     |

## Evoluzione delle classifiche
| Tappa              | Vincitore          | Classifica generale Maglia gialla | Classifica a punti Maglia bianca | Classifica scalatori Maglia a pois | Classifica sprint intermedi Maglia blu | Classifica a squadre |
| ------------------ | ------------------ | --------------------------------- | -------------------------------- | ---------------------------------- | -------------------------------------- | -------------------- |
| 1ª                 | Michael Matthews   | Michael Matthews                  | Michael Matthews                 | Yoann Bagot                        | Lluís Mas                              | Bora-Hansgrohe       |
| 2ª                 | Michael Albasini   | Michael Matthews                  | Michael Matthews                 | Yoann Bagot                        | Lluís Mas                              | Bora-Hansgrohe       |
| 3ª                 | David de la Cruz   | David de la Cruz                  | Michael Matthews                 | Alex Howes                         | Lluís Mas                              | Bora-Hansgrohe       |
| 4ª                 | Primož Roglič      | David de la Cruz                  | Michael Matthews                 | Alex Howes                         | Jonathan Lastra                        | Bahrain-Merida       |
| 5ª                 | Alejandro Valverde | Alejandro Valverde                | Michael Matthews                 | Alex Howes                         | Lluís Mas                              | Bahrain-Merida       |
| 6ª                 | Primož Roglič      | Alejandro Valverde                | Alejandro Valverde               | Alex Howes                         | Lluís Mas                              | Bahrain-Merida       |
| Classifiche finali | Classifiche finali | Alejandro Valverde                | Alejandro Valverde               | Alex Howes                         | Lluís Mas                              | Bahrain-Merida       |

Maglie indossate da altri ciclisti in caso di due o più maglie vinte
- Nella 2ª tappa Jay McCarthy ha indossato la maglia bianca al posto di Michael Matthews.
- Nella 3ª tappa Maximiliano Richeze ha indossato la maglia bianca al posto di Michael Matthews.

## Classifiche finali

### Classifica generale - Maglia gialla
| Pos. | Corridore        | Squadra    | Tempo     |
| ---- | ---------------- | ---------- | --------- |
| 1    | A. Valverde      | Movistar   | 20h41'25" |
| 2    | Alberto Contador | Trek       | a 17"     |
| 3    | Ion Izagirre     | Bahrain    | a 21"     |
| 4    | David de la Cruz | Quick-Step | a 44"     |
| 5    | Primož Roglič    | Lotto NL   | a 59"     |
| 6    | Louis Meintjes   | UAE        | a 1'19"   |
| 7    | Patrick Konrad   | Bora       | a 1'40"   |
| 8    | Sergio Henao     | Sky        | a 1'51"   |
| 9    | Rigoberto Urán   | Cannondale | a 1'56"   |
| 10   | Simon Špilak     | Katusha    | a 2'01"   |

### Classifica a punti - Maglia bianca
| Pos. | Corridore          | Squadra    | Punti |
| ---- | ------------------ | ---------- | ----- |
| 1    | Alejandro Valverde | Movistar   | 74    |
| 2    | Michael Matthews   | Sunweb     | 69    |
| 3    | Primož Roglič      | Lotto NL   | 54    |
| 4    | David de la Cruz   | Quick-Step | 48    |
| 5    | Michał Kwiatkowski | Sky        | 40    |

### Classifica scalatori - Maglia a pois
| Pos. | Corridore         | Squadra    | Punti |
| ---- | ----------------- | ---------- | ----- |
| 1    | Alex Howes        | Cannondale | 27    |
| 2    | Yoann Bagot       | Cofidis    | 23    |
| 3    | Matteo Montaguti  | AG2R       | 15    |
| 4    | Igor Antón        | Dimension  | 14    |
| 5    | Stéphane Rossetto | Cofidis    | 14    |

### Classifica sprint intermedi - Maglia blu
| Pos. | Corridore        | Squadra    | Punti |
| ---- | ---------------- | ---------- | ----- |
| 1    | Lluís Mas        | Caja Rural | 11    |
| 2    | Jonathan Lastra  | Caja Rural | 10    |
| 3    | Fabricio Ferrari | Caja Rural | 6     |
| 4    | Carlos Verona    | Orica      | 5     |
| 5    | Luis Ángel Maté  | Cofidis    | 4     |

### Classifica a squadre
| Pos. | Squadra                         | Tempo     |
| ---- | ------------------------------- | --------- |
| 1    | Bahrain-Merida Pro Cycling Team | 62h11'22" |
| 2    | Movistar Team                   | a 1'18"   |
| 3    | Team Sunweb                     | a 2'28"   |
| 4    | Team Sky                        | a 2'38"   |
| 5    | AG2R La Mondiale                | a 4'33"   |